# 마시모 포폴리치오

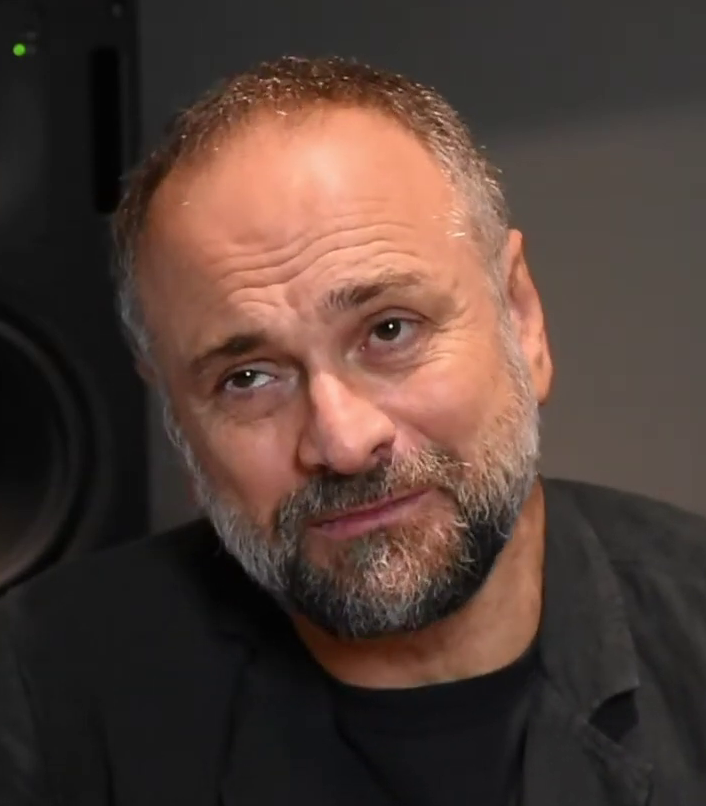

마시모 포폴리치오(Massimo Popolizio, 1961년 7월 4일 ~ )는 이탈리아의 배우이다.
제노바에서 태어났다.

## 영화
- 아임 백 (2018년)
- 원스 인 썸머 (2016년)
- 아리아나 (2015년)
- 그레이트 뷰티 (2013년) - 알피오 브라코 역
- 철강 (2012년)
- 글리 스피오라티 (2011년) - 세르지오 역
- 원대한 꿈 (2009년)
- 일 디보 (2008년)
- 형은 외아들 (2007년)
- 검은 바다 (2006년)
- 범죄 소설 (2005년)
- 친화력 (1996년)